# Ampicillin

Strukturformel.

Ampicillin är ett intravenöst betalaktam antibiotikum som ofta används inom molekylärbiologin, samt för att bota infektioner.

## Användning
Ampicillin kan användas vid listeria meningit eller endokardit orsakad av enterokocker, i det senare faller tillsammans med en aminoglykosid.